# Klæbende gople
Den klæbende gople (latin Gonionemus vertens) er en lille art af hydrozoa i familien Olindiidae, der findes i kystområder i store dele af den nordlige halvkugle.

## Beskrivelse
Udseendet af Gonionemus vertens beskrives normalt som havende en gennemsigtig klokke med 60-80 (undtagelsesvis op til 100-110) tentakler. Gonaderne er tydeligt farvet orange, rød eller violet, hvis eksemplaret er hun - eller gulbrune, hvis det er han. Gonaderne er arrangeret hængende fra fire radiale kanaler, så når de ses ovenfra, er gonaderne er vinkelrette. Manubrium, farvet brun, hænger ned i midten. Klokken på Gonionemus vertens er kun 1-3 cm i diameter, undtagelsesvis op til 4 cm. Når tentaklen er fuldt udstrakt, kan tentaklen være dobbelt så lang som klokkens diameter.

## Udbredelse
Gonionemus vertens er en marin og brakvandsart fra lavvandede kystfarvande i det nordlige Stillehav, men der er betydelig usikkerhed om dens nøjagtige oprindelige udbredelse. Udbredelsen omfatter bestemt det nordvestlige Stillehav fra det russiske Fjernøsten til Japan. Nogle autoriteter inkluderer også områder syd til Vietnam i dens oprindelige udbredelsesområde, og det nordøstlige Stillehav fra Aleuterne til Puget Sound (typelokaliteten), mens andre betragter disse som ikke-hjemmehørende introduktioner. Dens nordvestatlantiske udbredelsesområde ud for Maine og Massachusetts kan være hjemmehørende, men de fleste betragter dette som en ikke-hjemmehørende introduktion. I det nordvestlige Atlanterhav er der lejlighedsvise registreringer syd til New Jersey.
Uanset dens nøjagtige hjemmehørende udbredelsesområde betyder dens lille størrelse og polypstadium, at den er blevet spredt til nogle dele af verden, hvor den bestemt ikke er hjemmehørende, og er blevet en invasiv art. I Europa, hvor arten ikke er hjemmehørende, er den blevet fundet lokalt i Middelhavet og langs Atlanterhavskysten fra Portugal til Norge og Sverige. Andre ikke-hjemmehørende optegnelser er fra det nordlige og sydlige Californien, Dry Tortugas i Florida og nær Mar del Plata i Argentina, hvor sidstnævnte er den eneste kendte lokalitet på den sydlige halvkugle.
Omkring Danmark er den klæbende gople fundet i Øresund og Nykøbing Sjælland havn.

## Stik
I store dele af sit udbredelsesområde har Gonionemus vertens et kraftigt stik, som kan forårsage smerte, hævelse i halsen, trykken for brystet, muskelkramper, neuropsykiatriske forandringer og anafylaktisk shock. Der er rapporteret om stik fra Østasien (i det mindste Japan og Rusland), Europa - og USA's atlanterhavskyst. I modsætning hertil kan Gonionemus vertens' stik tilsyneladende ikke mærkes i det nordøstlige Stillehavsområde ud for Nordamerika, hvor den betragtes som helt harmløs for mennesker. Tidligere blev den også betragtet som harmløs på Nordamerikas atlanterhavskyst, og de nylige kraftige stik i denne region er muligvis et resultat af introduktioner af den asiatiske form af arten. Som følge af denne variation i brodden og mindre geografiske variationer i morfologien spekulerer nogle i, at Gonionemus vertens, som den er defineret i øjeblikket, er et artskompleks.